# Elecnor Deimos
Elecnor Deimos es una empresa española especializada en el diseño, ingeniería y desarrollo de soluciones e integración de sistemas en los sectores aeroespacial, defensa, sistemas satelitales, teledetección, sistemas de información y redes de telecomunicaciones.
Era una filial de Elecnor hasta que en 2024 alcanzó un acuerdo para su venta a Indra Sistemas.

## Áreas de actividad
Elecnor Deimos opera en los mercados siguientes:
- Espacial[4]
- Aeronáutica[5]
- Marítimo[6]
- Transporte[7]
- Industria y utilidades
- Telecomunicación y medios de comunicación

## Presencia internacional
Elecnor Deimos está presente en los países siguientes:
- España
  - Tres Cantos (Madrid): sede de Deimos Space
  - Puertollano (Ciudad Real): sede de Deimos Castilla la Mancha
  - Valladolid (Provincia de Castilla y León)
- Portugal
  - Lisboa: sede de Deimos Engenharia
- Reino Unido
  - Harwell: sede de Deimos Space UK
- Rumania
  - Bucarest: sede de Deimos Space Romania